# Daniel Houghton
Daniel Houghton (1740-1791) fue un militar y explorador irlandés, recordado por haber sido uno de los primeros europeos que viajó por el interior de África occidental en una expedición (1790-1791) patrocinada por la African Association para localizar la ciudad de Tombuctú y trazar el curso del río Níger. Perdió la vida en esta expedición, sin haber logrado ninguno de los objetivos marcados.

## Biografía

### Primeros años
Daniel Houghton nació en una familia militar irlandesa. A la edad de 18 años, firmó con el 69.º regimiento de pie, en el que también había servido su padre. Pronto fue ascendido al rango de teniente. En 1772, estuvo destinado en la guarnición de Gibraltar, desde donde su comandante general Edward Cornwallis envió al joven teniente a la corte del emperador marroquí en una misión diplomática.
Después de que se retiró del ejército se casó y formó una gran familia. Los años siguientes estuvieron llenos de dificultades financieras para Houghton. En un intento desesperado por cambiar su fortuna, aceptó el puesto de ingeniero en la corte del nawab de Arcot, pero en lugar de llegar a la India, su nave abandonó la partida en la isla de Gorea, frente a la costa africana. Aquí, Houghton asumió el cargo de Fort-Major, un papel en el que continuó durante los siguientes cuatro años.

### Exploración de África

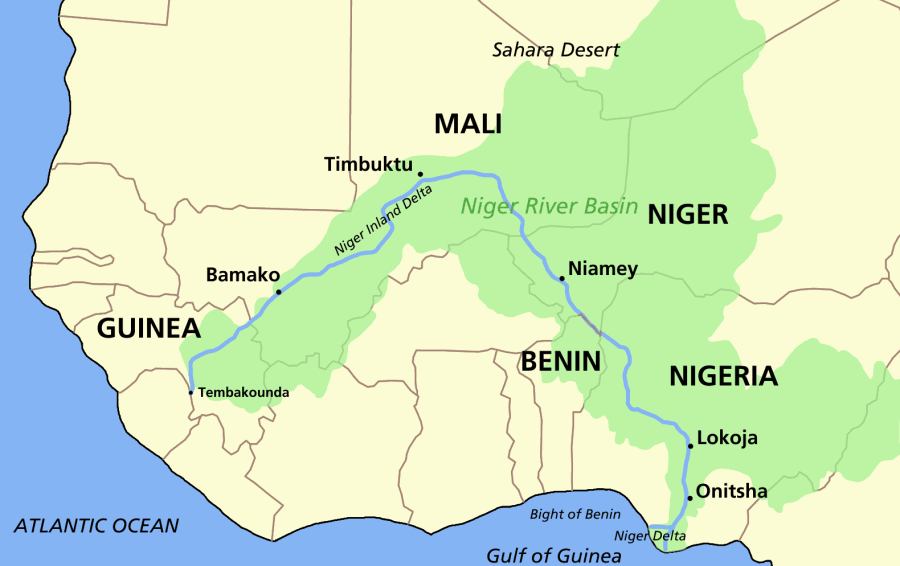
A finales del, las fuentes del río Níger y la ubicación exacta de la ciudad de Tombuctú eran desconocidas para los europeos y la African Association aceptó patrocinar una expedición dirigida por Daniel Houghton para reconocerlo.

En 1790, Houghton se acercó a la African Association en Londres, proponiendo una misión para viajar hasta el río Gambia y explorar el interior de la costa oeste de África. Su optimismo, determinación y valentía aparente trabajaron a su favor, al igual que su conocimiento básico de la lengua árabe y del mandingo. Su propuesta fue aceptada por la Asociación. Las instrucciones de Houghton fueron navegar hasta la desembocadura del Gambia, navegar por el río hasta las cataratas de Barra Kunda, y después viajar por tierra a las tierras de los reinos hausa, al este. También tenía la tarea de localizar la ubicación exacta de la legendaria ciudad de Tombuctú, así como trazar el curso del río Níger.
Houghton se embarcó para África en octubre de 1790. Desembarcó en Barra, en la actual Gambia, y procedió al puesto comercial río arriba en Pisania. Desde allí, a través de la ciudad de Jonkakonda, llegó a la frontera del reino de Wuli a principios de 1791. A pesar de que fue recibido cordialmente por el rey, la suerte de Houghton cambió pronto. La ciudad de Medina, donde se hospedaba, se quemó un día de marzo de 1791, destruyendo gran parte de las posesiones de Houghton, incluyendo sus armas y el valioso equipo de navegación. Siguieron más desgracias, agravadas por el estallido de la guerra entre los reinos rivales en el camino a Tombuctú.
Sin embargo, Houghton continuó adelante, y en mayo de 1791, dejó el río en las cataratas de Barra Kunda, siguiendo por tierra en la dirección de Tombuctú. Como señaló más tarde la African Association, «había pasado ya los antiguos límites del descubrimiento europeo». Llegó al río Faleme, el afluente más meridional del río Senegal. El gobernante local, sin embargo, resultó hostil al recién llegado, y Houghton fue robado de nuevo. Con el tiempo, se las arregló para llegar a la ciudad de Ferbanna, en el reino de Bambuk, en medio de la temporada de lluvias.
Posteriormente, fue abordado por un comerciante llamado Madegammo que se ofreció a tomar Houghton hasta Tombuctú por una tarifa. Comenzaron esta etapa final del viaje en julio de 1791. Houghton envió su último despacho al puesto comercial Pisania en septiembre de 1791, desde la localidad de Simbing, en el interior profundo. Nunca más se supo de él.

### Muerte
En julio de 1793, llegaron finalmente a Londres informes confirmando que Houghton había muerto en África. A medida que las circunstancias fueron encajando, parecía que Houghton había sido disuadido de tomar la ruta directa a Tombuctú. Por tanto, había decidido viajar a través del desierto hasta Tisheet, en el norte. Pero tras dos días en el Sáhara, Houghton pensó que sus compañeros de viaje tenían la intención de matarlo. Se volvió de nuevo al sur, solo y sin comida ni agua, y llegó hasta un pozo de riego llamado Tarra. Los nativos que acampaban allí le negaron cualquier sustento, y Houghton murió allí de inanición. Su cadáver fue dejado sin enterrar para ser comido por los carroñeros.